# イマティア県

イマティア県
Περιφερειακή ενότητα Ημαθίας測地系: 北緯40度35分 東経22度15分 / 北緯40.583度 東経22.250度座標: 北緯40度35分 東経22度15分 / 北緯40.583度 東経22.250度

イマティア県（イマティアけん、Ημαθία / Imathia）は、ギリシャ共和国の中央マケドニア地方を構成する行政区（ペリフェリアキ・エノティタ）のひとつ。県都はヴェロイア。

## 地理

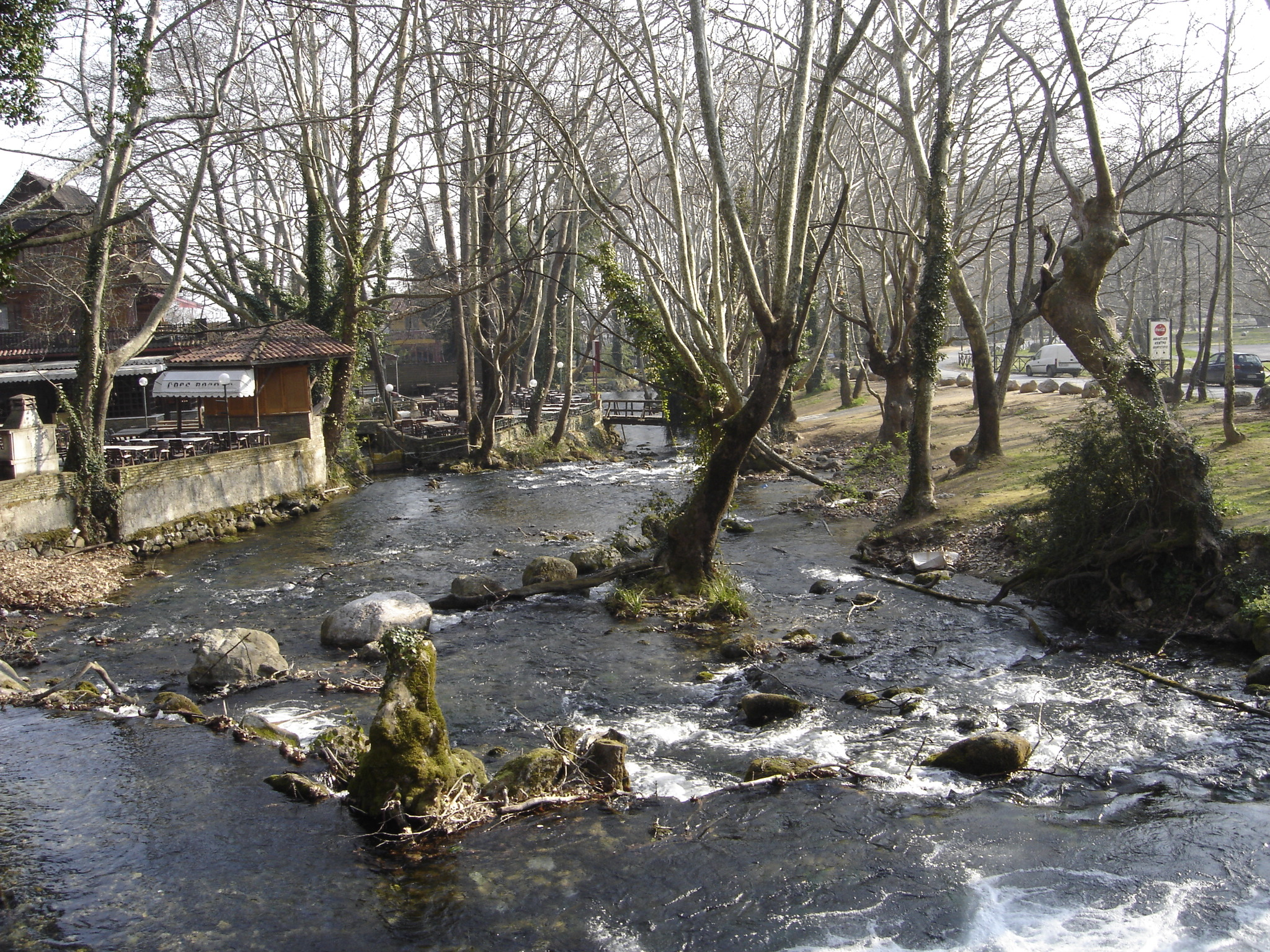
ナウサ市内を流れるアラピツァ川

イマティア県の南東部にはピエリア山脈の一部が連なり、また西部にはヴェルミオ山脈が走っている。県の大部分は谷地で、県内最長の川はアリアクモン川である。
南はピエリア県、西はコザニ県、北はペラ県、東はテッサロニキ県にそれぞれ接している。東はテルマイコス湾に面し、アリアクモン川はこの湾に注いでいる。

### 気候
イマティア県の気候は、主に夏が暑く、冬が涼しい地中海性気候である。一方で、県中央部および西部の山岳地では、冬が厳しい気候となる。

## 歴史
現在のイマティア県の地域は、古代はマケドニア王国が支配していた。イマティアとは、古代はアリャクモナス川とルディアス川の間の地域の名称であり、エデサやアイガイ、ヴェロイア、キティオンといった町を含んでいた。
その後ローマ帝国やビザンツ帝国の支配を受け、1400年代にはオスマン帝国に併合された。その後のバルカン戦争の講和条約である、ブカレスト条約およびロンドン条約の結果、ギリシャ王国に編入された。その後、人口は増加して農業も発展し、近代化が進められ、インフラストラクチャー整備も進んだ。希土戦争中は、小アジアからのギリシャ人難民がイマティアにも移住した。第二次世界大戦とギリシャ内戦では、イマティアは大きな被害を受けた。1947年には、イマティア県として、テッサロニキ県から分割された。
1950年代および1960年代には、イマティア県は人口の流出に苦しんだ。一方で電気が普及するなど、インフラストラクチャー状態もさらに向上された。21世紀に入ると、失業率が深刻な状態に陥り、人口は減少した。2007年には自然災害による被害を受けた。

## 行政区画

イマティア県

### 市（ディモス）
イマティア県は、以下の自治体（ディモス、市）から構成される。人口は2001年国勢調査時点。
|   | 自治体名         | 綴り        | 政庁所在地            | 面積 Km² | 人口   |
| - | ---------------- | ----------- | --------------------- | -------- | ------ |
| 1 | ヴェロイア       | Βέροια      | ヴェロイア            | 791.4    | 65,968 |
| 2 | アレクサンドリア | Αλεξάνδρεια | アレクサンドリア (el) | 473.4    | 43,209 |
| 3 | ナウサ           | Νάουσα      | ナウサ (el)           | 424.9    | 34,441 |

### 旧自治体（ディモティキ・エノティタ）

イマティア県の旧自治体（1999年 - 2010年）

カリクラティス改革（2010年）以前の広域自治体（ノモス）としてのイマティア県は、以下の基礎自治体（ディモス）から構成されていた。改革後、旧自治体は新自治体（ディモス）を構成する行政区（ディモティキ・エノティタ）となっている。
| 番号 | デモス                 | ギリシャ語       | 政庁所在地             | 郵便番号 | 人口（2001年） |
| ---- | ---------------------- | ---------------- | ---------------------- | -------- | -------------- |
| 1    | ヴェロイア             | Βέροια           | ヴェロイア             | 591 00   | 47,411         |
| 2    | アレクサンドリア       | Αλεξάνδρεια      | アレクサンドリア       | 593 00   | 19,283         |
| 3    | アンテミア             | Ανθέμια          | コパノス               | 590 35   | 8,147          |
| 4    | アンディゴニデス       | Αντιγονίδες      | カヴァシラ             | 591 00   | 5,360          |
| 5    | アポストロス・パヴロス | Απόστολος Παύλος | マクロホリ             | 590 33   | 8,579          |
| 6    | ヴェルギナ             | Βεργίνα          | ヴェルギナ             | 590 31   | 2,000          |
| 7    | ドヴラス               | Δοβράς           | アイオス・ゲオルギオス | 591 00   | 5,154          |
| 8    | イリヌポリ             | Ειρηνούπολη      | イリヌポリ             | 590 34   | 4,006          |
| 9    | マケドニダ             | Μακεδονίδα       | リゾマタ               | 591 00   | 2,346          |
| 10   | メリキ                 | Μελίκη           | メリキ                 | 590 31   | 7,438          |
| 11   | ナウサ                 | Νάουσα           | ナウサ                 | 592 00   | 22,288         |
| 12   | プラティ               | Πλατύ            | プラティ               | 590 32   | 11,128         |

- Διοικητική διαίρεση νομού Ημαθίας (πρόγραμμα Καποδίστριας) - イマティア県の自治体・集落一覧（1999年 - 2010年）

### 郡（エパルヒア）
ノモスとしてのカヴァラ県には以下の郡（エパルヒア）があったが、2006年以降法的な位置づけは行われていない。
| 郡名          | 綴り   | 中心地     |
| ------------- | ------ | ---------- |
| イマティア郡  | Ημαθία | ヴェロイア |
| ナウサ郡 (en) | Νάουσα | ナウサ     |

## 農業
イマティア県では主にモモやイチゴが生産されている。またジャムの製造でも有名である。

## 交通
- 国道1号線
- 国道4号線
- エグナティア高速道路（欧州自動車道路E90号線）